# Angela Amato Vélez
Angela Amato Vélez es una escritora y productora de televisión estadounidense. También ha trabajado como oficial de policía, abogada de asistencia legal y novelista. Ha trabajado como escritora y productora en el drama policial Southland y en el drama legal The Good Wife. Ella fue nominada para el Premio de la Asociación de Escritores de América por la mejor nueva serie por The Good Wife en 2010.

## Carrera
Amato Vélez comenzó a trabajar en televisión en 2003 como consultora de historias y escritora para el drama policial Third Watch de la NBC. La serie fue producida por John Wells. Escribió los episodios de la quinta temporada "A Ticket Grows in Brooklyn" y "In Plain View". Continuó en el mismo rol en la sexta y última temporada de la serie en 2004. Escribió los episodios "Forever Blue" y "End of Tour".
Amato Vélez se unió a Wells en su siguiente proyecto policial, un drama titulado Southland. Se desempeñó como productora consultora y escritora en la primera temporada de la serie. Amato Vélez coescribió el episodio "Sally in the Alley" con la creadora y productora ejecutiva Ann Biderman. También coescribió el guion para el episodio "Westside" con su colega, la productora de consultoría Dee Johnson, basado en una historia de Biderman. Dejó el equipo de Southland después de la primera temporada.
Se convirtió en productora consultora y escritora para la primera temporada del drama legal The Good Wife de CBS. Escribió el episodio "Conyugal". Amato Vélez y el equipo de escritores fueron nominados para el Premio de la Asociación de Escritores de América a la mejor serie nueva por su trabajo en la primera temporada. Dejó la serie cuando completó su orden original de trece episodios a pesar de que se ordenaron otros nueve episodios.